# Vice-présidence de la Polynésie française
La Vice-présidence de la Polynésie française est l'ancienne résidence du président de la Polynésie française, en fonction de 1984 à 2000.
Le 3 mai 2024 la Vice-présidence a été transférée dans la rue 24, Avenue Dupetit-Thouars Tarahoi, Papeete – BP 25 51 – 98713

## Présidence de la Polynésie française entre 2011 et 2013
Sous le cinquième mandat d'Oscar Temaru, entre 2011 et 2013, la présidence délaisse le palais présidentiel de la Polynésie française pour s'installer à la vice-présidence.

## Vice-présidence de la Polynésie française
La vice-présidence a été transférée[Quand ?] dans l’immeuble Te fenua. il s'agit de la résidence du Ministre,Tearii Alpha.
Le bureau du vice-président se trouve au cinquième étage de l’immeuble Te fenua
Tearii Alpha n'est plus vice-président de la Polynésie française .
La vice-présidence a été transférée dans le bâtiment administratif A2 4e étage, était de la résidence du Vice-président de la Polynésie française, Jean-Christophe Bouissou du (2021-2023).
Jean-Christophe Bouissou a été nommé vice-président de la Polynésie française par le Président d'Édouard Fritch à la présidence de la Polynésie française de 2021 à 2023.
La Vice-présidence a été transféré dans le Bâtiment de la Culture en face du CESEC.
Mme Eliane Tevahitua a été nommée vice-présidente de la Polynésie française le 15 mai 2023 à la Présidence de la Polynésie française par le président Moetai Brotherson.
Mme Eliane Tevahitua a été démise toutes ses fonctions de vice-présidente de la Polynésie française et de tous ses Ministérielle le 28 mai 2024 annonce par Tahiti Infos elle a été remerciée par le Président, Brotherson pour son travail au sein du Gouvernement.
Mme Minarii Galenon-Taupua a été nomméé vice-présidente de la Polynésie française le 3 mai 2024 à la Présidence de la Polynésie française.
La Vice-présidence de la Polynésie française se dans la rue 24, Avenue Dupetit-Thouars Tarahoi, Papeete – BP 25 51 – 98713

## Sécurité de la vice-présidence
La sécurité de la vice-présidence est assurée par le service d'accueil et de sécurité de la Présidence de la Polynésie française. Il assure aussi la sécurité du vice-président de la Polynésie française.